# Цоков, Олег Юрьевич
Оле́г Ю́рьевич Цо́ков (23 сентября 1971, Газалкент, Бостанлыкский район, Ташкентская область, Узбекская ССР, СССР — 11 июля 2023, Бердянск) — российский военачальник, генерал-лейтенант (2023), Герой Российской Федерации (посмертно, 2023).
Из-за вторжения России на Украину находился под санкциями Евросоюза, Великобритании и Новой Зеландии.
В 2022—2023 годах участвовал во вторжении России на Украину. В 2022 году командовал 144-й дивизией. В сентябре 2022 года был ранен украинским ударом по Сватово Луганской области. 11 июля 2023 года убит ракетным ударом в Бердянске Запорожской области.

## Биография
Родился 23 сентября 1971 года в Газалкенте в семье военнослужащего и учительницы. Поменял 11 школ, прежде чем получил аттестат о среднем образовании.
В 1994 году окончил Ташкентское высшее общевойсковое командное училище. В 2000 году окончил Военную академию им. М. В. Фрунзе в Москве.
После окончания училища проходил службу в Сибирском военном округе командиром взвода, а затем роты. Участвовал в Первой чеченской войне.
С 2000 по 2004 год являлся командиром 2-го мсб 74-й омсбр, майор, подполковник (Юрга). Участвовал во Второй чеченской войне.
С 2004 года являлся заместителем командира 74-й отдельной гвардейской мотострелковой Звенигородско-Берлинской орденов Кутузова и Суворова бригады.
С 2006 года являлся командиром 228-го мотострелкового Севастопольского ордена Александра Невского полка.
В 2010 году обвинялся в махинациях с контрактами, по версии следствия переводил срочников на контракт и обратно, присваивая себе их денежное довольствие.
С 2011 по 2014 год являлся заместителем командира 33-й отдельной мотострелковой бригады 49-й армии Южного военного округа (Майкоп).
С 2014 по 2015 год являлся командиром 810-й отдельной гвардейской ордена Жукова бригады морской пехоты имени 60-летия образования СССР.
С 2015 по 2018 год являлся командиром 205-й отдельной мотострелковой бригады (Будённовск Ставропольского края).
С 2018 по 2019 год являлся заместителем командующего 49-й общевойсковой армией Южного военного округа (Ставрополь).
С сентября 2019 по июнь 2021 года был слушателем Военной академии Генерального штаба Вооружённых сил Российской Федерации (факультет национальной безопасности и обороны государства).
С 24 февраля 2022 года участвовал в войне с Украиной. Был причастен к нанесению ракетных ударов по городам Украины. С августа 2022 года являлся командиром 144-й гвардейской мотострелковой Ельнинской Краснознамённой, ордена Суворова дивизии (Смоленск). Руководил силами РФ по отражению украинского контрнаступления на юге Украины.
Указом Президента РФ от 17 февраля 2023 года присвоено воинское звание генерал-лейтенант.
Гибель
11 июля 2023 года, будучи в должности заместителя командующего Южным военным округом, погиб в результате ракетного удара ВСУ по запасному командному пункту 58-й армии в Бердянске. По данным украинской стороны, удар был нанесён ракетой Storm Shadow. Похоронен в Майкопе.
5 июля 2024 года было сообщено, что в связи с гибелью Цокова было прекращено открытое против него уголовное дело по признакам мошенничества, в котором основным фигурантом являлся бывший командующий 58-й армией генерал-майор Иван Попов.

## Санкции
13 декабря 2022 года из-за вторжения России на Украину попал под санкции Великобритании и Новой Зеландии как причастный к ракетным ударам по украинским городам. Ранее, 19 октября, был внесён в санкционный список Украины за «участие в незаконном вторжении в Украину в 2022 году путём нанесения ракетных ударов по мирным гражданам и городам Украины».
25 февраля 2023 года был внесён в санкционный список всех стран Евросоюза за «участие в агрессивной войне против Украины». Также, по аналогичным основаниям, находился в санкционных списках Швейцарии и Японии.

## Семья
Был женат, имел сына и дочь.

## Награды
- Герой Российской Федерации (19 июля 2023, посмертно)[20]
- Орден Александра Невского (2025, посмертно)[21]
- Орден Жукова[22]
- Три ордена Мужества[22]
- Орден «За военные заслуги»[22]
- Медаль «Участнику военной операции в Сирии»
- Медаль «За отличие в военной службе» III, II, I степени
- Медаль «За воинскую доблесть» 1-й степени и 2-й степени[23]
- Медаль «За укрепление боевого содружества»
- Медаль «За участие в военном параде в День Победы»
- Медаль «За отличие в службе в Сухопутных войсках»
- Медаль «Стратегическое командно-штабное учение „Кавказ — 2012“»
- Медаль «За возвращение Крыма»
- Заслуженный военный специалист Российской Федерации

## Память
- На могиле кладбища хутор Садовый Майкопского района Адыгеи установлен памятник Герою Россиии Цокову О. Ю.
- 20 февраля 2024 года гимназии № 9 города Будённовска присвоено имя Героя[24], 8 мая 2024 года в гимназии состоялось открытие мемориальной доски Героя России[25].